# Edward Turnour (6. hrabia Winterton)
Edward Turnour, 6. hrabia Winterton (ur. 4 kwietnia 1883, zm. 26 sierpnia 1962) – brytyjski arystokrata i polityk, członek Partii Konserwatywnej, minister w rządach Neville’a Chamberlaina.

## Życiorys
Był synem Edwarda Turnoura, 5. hrabiego Winterton, i lady Georgiany Hamilton, córki 1. księcia Abercorn.
W 1904 r. wygrał wybory uzupełniające w okręgu Horsham i zasiadł w Izbie Gmin jako najmłodszy deputowany. Okręg ten reprezentował do jego likwidacji w 1918 r. oraz ponownie w latach 1945–1951 r. W międzyczasie reprezentował okręg wyborczy Horsham and Worthing.
Swoje pierwsze stanowisko otrzymał w 1922 r. Był to urząd podsekretarza stanu w Ministerstwie ds. Indii. Urząd ten sprawował do 1929 r., z krótką przerwą w 1924 r. Od 1924 r. był członkiem Tajnej Rady. W 1937 r. został Kanclerzem Księstwa Lancaster. W marcu 1938 r. został członkiem ścisłego gabinetu. W styczniu 1939 r. został usunięty z gabinetu i przeniesiony na stanowisko Paymaster-General. Jeszcze w listopadzie tego samego roku utracił również i to stanowisko.
Po śmierci ojca w 1907 r. odziedziczył tytuł 6. hrabiego Winterton (wcześniej był tytułowany wicehrabią Turnour). Ponieważ tytuł ten był kreowany w parostwie Irlandii nie dał on Edwardowi prawa do zasiadania w brytyjskiej Izbie Lordów. Winterton zasiadał w izbie wyższej dopiero w 1952 r., kiedy to otrzymał tytuł 1. barona Turnour w parostwie Zjednoczonego Królestwa.

## Życie prywatne
28 lutego 1924 r. poślubił Cecilię Wilson (ur. 1902), córkę Charlesa Wilsona, 2. barona Nunburnholme, i lady Marjorie Wynn-Carrington, córki 1. markiza Lincolnshire. Edward i Cecilia nie mieli razem dzieci.
Zmarł w 1962 r. Wraz z jego śmiercią wygasł tytuł barona Turnour, a tytuł hrabiego Winterton odziedziczył jego krewny, Ronald Charles.